# Neoboeckella kinzeli
Neoboeckella kinzeli is een eenoogkreeftjessoort uit de familie van de Centropagidae. De wetenschappelijke naam van de soort is voor het eerst geldig gepubliceerd in 1955 door Löffler.